# پان لینا
پان لینا (انگلیسی: Pan Lina؛ زادهٔ ۱۸ ژوئیهٔ ۱۹۷۷) بازیکن فوتبال اهل چین است.
وی همچنین در تیم ملی فوتبال زنان چین بازی کرده‌است.